# Эр (город, Шотландия)
Эр (Айр, англ. Ayr, гэльск. Inbhir Àir) — город в юго-западной части Шотландии, административный центр округа Саут-Эршир. Расположен на берегу залива Ферт-оф-Клайд.

## Города-побратимы
- Сен-Жермен-ан-Ле, Франция (1984)

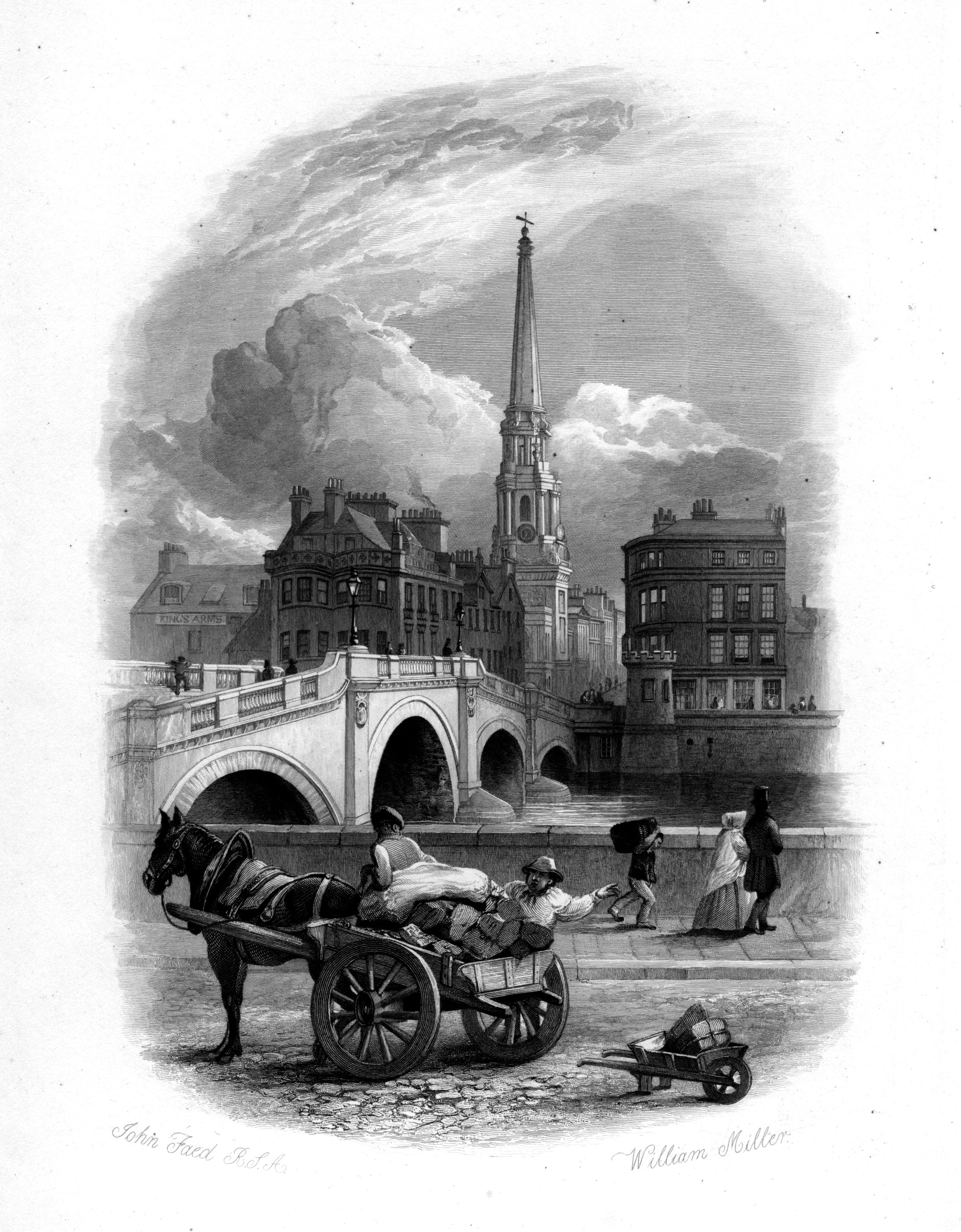
Вид Эра в 1855 году

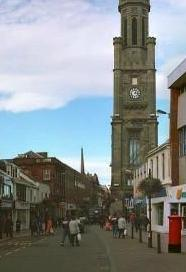
Башня Уоллиса на Хай Стрит